# Glassheart
Glassheart é o terceiro álbum de estúdio da cantora britânica Leona Lewis. O seu lançamento estava previsto inicialmente para 28 de Novembro de 2011, posteriormente adiado para Outubro de 2012. O primeiro single do álbum foi "Trouble" que acabou por ser editado a 12 de Outubro de 2012 na Irlanda através das editoras discográficas Syco e RCA.

## Antecedentes
Leona afirmou que o álbum seria "um pouco diferente do que as pessoas ouviram falar", acrescentando que ela planejava "ir para dentro e criar e ver o que acontece". Lewis descreveu mais tarde o álbum como "mais progressista" , "mais eclética", "mais uptempo" e "um pouco mais escuro" . relatórios sugeriram que o álbum tinha tomado uma direção dubstep, com compositores convidados a apresentar canções de dança e não baladas.
Em junho de 2011, quando perguntado sobre o próximo álbum, Lewis descreveu como "enérgico, profundo, e único". Ela também comentou que teria um tom mais escuro e que ela colocaria o seus sentimentos em suas letras". Ela citou Tracy Chapman, Kate Bush e Tears for Fears como principais influências do álbum.

## Singles

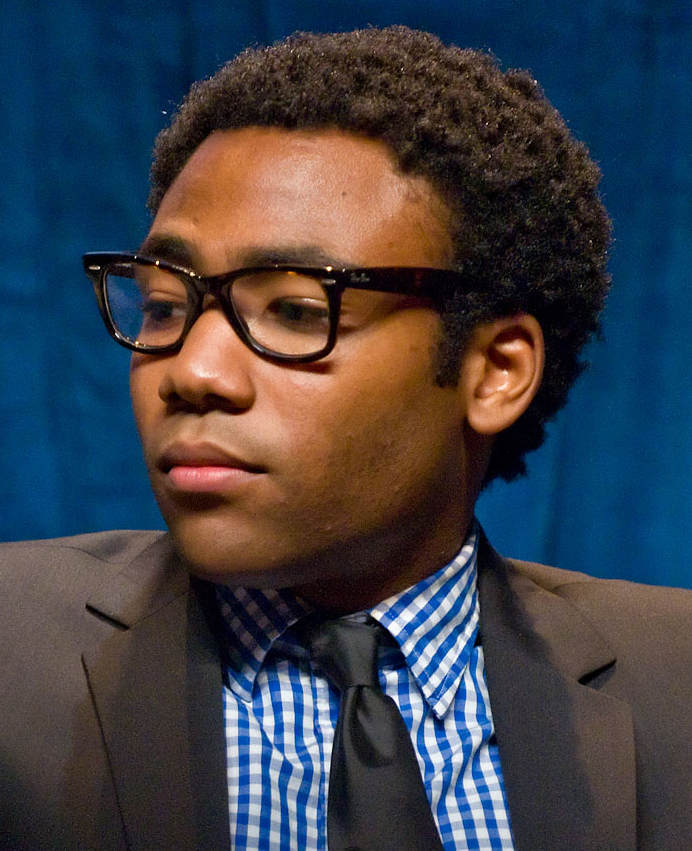
Donald Glover at a panel for Community at PaleyFest 2010.

"Trouble" foi lançado como single de avanço do disco a 5 de Outubro de 2012. Conta com a participação do rapper Childish Gambino, com a produção e composição a cargo de Naughty Boy e Fraser T. Smith, com auxílio na escrita por Hugo Chegwin, Harry Craze, Leona Lewis e Emeli Sandé. A música marca uma nova direcção na carreira de Lewis, combinando elementos de hip-hop e trip hop com letras a abordarem uma boa relação amorosa que se torna destrutiva. É inspirada pela ruptura amorosa de infância com o ex-namorado Lou Al-Chamaa, sendo que Gambino interpreta um rap poético a meio da faixa. "Lovebird" seguiu-se como foco de promoção para Glassheart, com edição a 16 de Novembro de 2012 na iTunes Store de vários países, como Portugal.

## Alinhamento de faixas
A cantora revelou o alinhamento do disco na sua conta no Twitter a 9 de Setembro de 2012.
| Edição padrão - Disco 1 |                                  |                                                                                     |                                          |         |  |
| N.º                     | Título                           | Compositor(es)                                                                      | Produtor(es)                             | Duração |  |
| 1.                      | "Trouble"                        | Naughty Boy, Emeli Sandé, Craze and Hoax, Smith, Lewis, Mojam                       | Naughty Boy, Fraser T. Smith, Chris Loco | 3:41    |  |
| 2.                      | "Unlove Me"                      | Smith, Bonnie McKee, Kelly Sheehan, Lewis                                           | Smith, Loco                              | 4:12    |  |
| 3.                      | "Lovebird"                       | McKee, Joshua Coleman, Dr. Luke                                                     | Josh Abrahams, Oligee, Ammo              | 3:30    |  |
| 4.                      | "Come Alive"                     | Smith, Ina Wroldsen                                                                 | Smith, Loco                              | 4:03    |  |
| 5.                      | "Fireflies"                      | Craigie Dodds                                                                       | Dodds                                    | 3:55    |  |
| 6.                      | "I to You"                       | Loco, Sandé                                                                         | Smith, Loco                              | 3:17    |  |
| 7.                      | "Shake You Up"                   | Rodney Jerkins, Livvi Franc, Lewis                                                  | Jerkins                                  | 3:40    |  |
| 8.                      | "Stop the Clocks"                | Smith, Jörgen Elofsson, Maiday, Lewis                                               | Smith                                    | 4:00    |  |
| 9.                      | "Favourite Scar"                 | Ryan Tedder, Noel Zancanella, Lewis, Roland Orzabal, Curt Smith                     | Tedder, Zancanella                       | 3:36    |  |
| 10.                     | "When It Hurts"                  | Naughty Boy, Andrea Martin, Luke Juby                                               | Smith, Naughty Boy                       | 3:12    |  |
| 11.                     | "Glassheart"                     | Tedder, Brent Kutzle, Zancanella, Justin Franks, Fis Shkreli, Lewis, Peter Svensson | DJ Frank E, Tedder                       | 3:56    |  |
| 12.                     | "Fingerprint"                    | Smith, Laura Pergolizzi, Lewis                                                      | Smith                                    | 4:07    |  |
| 13.                     | "Trouble" (com Childish Gambino) | Boy, Sandé, Craze and Hoax, Smith, Lewis, Mojam                                     | Naughty Boy, Smith, Loco                 | 3:42    |  |
| Duração total:          | Duração total:                   | Duração total:                                                                      | Duração total:                           | 48:51   |  |

| Edição deluxe - Disco 2 |                                         |                                                                                        |                         |         |  |
| N.º                     | Título                                  | Compositor(es)                                                                         | Produtor(es)            | Duração |  |
| 1.                      | "Trouble" (acústico)                    | Chegwin, Craze, Khan, Lewis, Murray, Omer, Sandé, Smith                                | Naughty Boy, Smith      | 3:43    |  |
| 2.                      | "Come Alive" (acústico)                 | Smith, Wroldsen                                                                        | Smith                   | 4:25    |  |
| 3.                      | "Glassheart" (acústico)                 | Franks, Lewis, Kutzle, Svensson, Shkreli, Tedder, Zancanella                           | Ryan Tedder, DJ Frank E | 3:46    |  |
| 4.                      | "Colorblind"                            | David Bryson, Adam Duritz, Charlie Gillingham, Mattew Malley, Ben Mize, Daniel Vickery | Smith                   | 3:26    |  |
| 5.                      | "Sugar"                                 | Sandé, Alexander Shuckburg                                                             | Al Shux, Smith          | 3:36    |  |
| 6.                      | "Collide (Afrojack Remix)" (com Avicii) | Tim Berg, Simon Jeffes, Arash Pournouri, Autumn Rowe, Sandy Wilhelm                    | Sandy Vee, Youngboyz    | 5:53    |  |

## Histórico de lançamento
| País        | Data                  | Formato | Editora discográfica |
| ----------- | --------------------- | ------- | -------------------- |
| Irlanda     | 12 de Outubro de 2012 | CD      | Sony Music           |
| Reino Unido | 15 de Outubro de 2012 | CD      | Sony Music           |